# 江島潔
江島 潔（えじま きよし、1957年〈昭和32年〉4月2日 - ）は、日本の政治家。自由民主党所属の参議院議員（3期）、自由民主党人事局長。
経済産業副大臣兼内閣府副大臣(菅義偉内閣)、国土交通大臣政務官（第3次安倍第1次改造内閣）、山口県下関市長（4期）などを歴任。

## 経歴
山口県下関市出身。小学校3年の頃、日本国有鉄道に勤務していた父・淳が外務省に出向となったため一家はアメリカのサンフランシスコに移住し、13歳の頃に日本に帰国する。
1976年、東京都立戸山高等学校卒業。1980年、東京大学工学部合成化学科卒業。1982年、東京大学大学院工学系研究科修了。
同年千代田化工建設技師、1990年、東亜大学講師、水産大学校非常勤講師を経て、1991年の下関市長選挙に無所属で、1993年の第40回衆議院議員総選挙に旧山口1区から日本新党公認で出馬したが、いずれも落選。
1995年、下関市長選挙に再び無所属で出馬し、現職の亀田博市長を破り初当選した（亀田は2003年に下関市議に転出）。1999年の下関市長選では、前任の亀田博に加え古賀敬章（前衆院議員。江島が落選した第40回衆議院議員総選挙において旧山口1区で当選）が出馬したが、江島が再選された。2003年、下関市長に3選。2005年、新設合併に伴う下関市長選に立候補。山口県議会議員を辞職して出馬した中尾友昭の猛追を受けるが、2515票の僅差で中尾を破り、4選。
2009年2月、下関市議会において5選不出馬の意向を表明し、同年3月26日をもって退任。
2010年、倉敷芸術科学大学生命科学部客員教授に就任。
2012年12月、参議院山口県選挙区補欠選挙に自由民主党公認で出馬する意向を表明。2013年4月28日に投開票が行われ、無所属で出馬した元法務大臣の平岡秀夫らを破り、初当選した。得票数は287,604票（得票率63.4%）。
2015年10月、第3次安倍第1次改造内閣にて国土交通大臣政務官に就任。
2016年7月、第24回参議院議員通常選挙に出馬し再選。同年8月、自民党内閣第1部会長に就任。2017年8月、自民党水産部会長に就任。2018年1月に参議院東日本大震災復興特別委員会委員長に互選された。
2019年10月、参議院農林水産委員長に就任。
2022年7月の第26回参議院議員通常選挙で6人の候補を大差で破り、3選を果たした。
2024年2月13日、自民党は、政治資金パーティー収入の裏金問題をめぐり、党所属のすぺての国会議員らを対象に実施したアンケートの集計結果を公表した。ノルマの超過分に対する安倍派からのキックバックとして、2018年から2022年にかけての5年間で江島が裏金にしていた金額は計280万円であった。
同年9月12日、自民党総裁選挙が告示され、9人が立候補した。石破茂、高市早苗、小泉進次郎の3人が競り合う構図が固まった終盤、かつて自民党参議院幹事長として、また、安倍派の参議院議員グループ「清風会｣（約40人）会長として権勢をふるっていた世耕弘成が総裁選の裏側で動き始めた。世耕は裏金問題で離党勧告を受けた4月4日に離党していたが、高市に票をまとめようと、旧安倍派の参議院議員に働きかけた。9月27日総裁選執行。高市は麻生太郎と世耕の力添えで票を上乗せし、1回目の投票で1位となり、決選投票で石破に敗れた。江島は朝日新聞の取材に対し「派閥（安倍派）は解散しているので、本当に個々人の判断で動いています」と語った上で、1回目の投票、決選投票、いずれも投票先を公表しなかった。

## 政策・主張

### 憲法
- 憲法改正について、2016年の朝日新聞社、2022年のNHKのアンケートで「賛成」と回答[23][24]。

- 9条改憲について、2016年の毎日新聞社のアンケートで「改正して、自衛隊を他国同様の『国防軍』にすべき」と回答[25]。2022年の毎日新聞社のアンケートで「改正して、自衛隊を他国同様の軍隊に位置づけるべきだ」と回答[26]。9条への自衛隊の明記について、2022年のNHKのアンケートで「賛成」と回答[24]。

### 外交・安全保障
- 「他国からの攻撃が予想される場合には先制攻撃もためらうべきではない」との問題提起に対し、2016年のアンケートで「どちらとも言えない」と回答[23]。

- 敵基地攻撃能力を持つことについて、2022年のNHKのアンケートで「賛成」と回答[24]。

- 「北朝鮮に対しては対話よりも圧力を優先すべきだ」との問題提起に対し、2016年のアンケートで「どちらとも言えない」と回答[23]。

- 安全保障関連法の成立について、2016年の毎日新聞社のアンケートで「今の法制でよい」と回答[25]。

- 普天間基地の辺野古移設について、2016年、2022年の毎日新聞社のアンケートで「賛成」と回答[25][26]。

- ロシアは2022年2月24日、ウクライナへの全面的な軍事侵攻を開始した[27]。日本政府が行ったロシアに対する制裁措置についてどう考えるかとの問いに対し、2022年のNHKのアンケートで「さらに強めるべきだ」と回答[24]。同年の毎日新聞社のアンケートで「制裁をより強めるべきだ」と回答[26]。

- 2022年6月7日、政府は経済財政運営の指針「骨太方針」を閣議決定した。NATO加盟国が国防費の目標としている「GDP比2％以上」が例示され、防衛力を5年以内に抜本的に強化する方針が明記された[28]。「防衛費を今後どうしていくべきだと考えるか」との問いに対し、2022年のNHKのアンケートで「大幅に増やすべき」と回答[24]。

- 徴用工訴訟問題や慰安婦問題などをめぐり日韓の対立が続くなか、関係改善についてどう考えるかとの問いに対し、2022年の毎日新聞社のアンケートで「韓国政府がより譲歩すべきだ」と回答[26]。

### ジェンダー
- 選択的夫婦別姓制度の導入について、2016年の朝日新聞社のアンケートで「どちらかと言えば反対」と回答[23]。2022年のNHKのアンケートで「どちらかと言えば反対」と回答[24]。同年の毎日新聞社のアンケートで「反対」と回答[26]。

- 同性婚を可能とする法改正について、2016年の朝日新聞社のアンケートで「どちらかと言えば反対」と回答[23]。2022年のNHKのアンケートで「どちらかと言えば反対」と回答[24]。同年の毎日新聞社のアンケートで「反対」と回答[26]。

- クオータ制の導入について、2016年の朝日新聞社のアンケートで「どちらかと言えば反対」と回答[23]。2022年のNHKのアンケートで「反対」と回答[24]。

### 部落問題
- 2016年12月9日、第192回国会で部落差別の解消の推進に関する法律案（衆議院提出）に賛成票を投じた[29]。
- 2017年5月26日開催された「自由同和会 第32回全国大会」に祝電を送った[30]。

### その他
- 永住外国人への地方参政権付与について、2016年のアンケートで「どちらかと言えば反対」と回答[23]。

- 首相の靖国神社参拝について、2016年のアンケートで「賛成」と回答[23]。

- 「治安を守るためにプライバシーや個人の権利が制約されるのは当然だ」との問題提起に対し、2016年のアンケートで「どちらとも言えない」と回答[23]。

- 「原子力発電所は日本に必要だと思うか」との問いに対し、2016年の毎日新聞社のアンケートで「必要」と回答[25]。

- 2016年の米国大統領選挙について「ドナルド・トランプとヒラリー・クリントンのどちらを支持するか」との問いに対し、2016年の毎日新聞社のアンケートで「どちらとも言えない」と回答[25]。

- 2016年2月8日、高市早苗法務大臣は、放送局が政治的公平性を欠く放送を繰り返した場合、放送法4条違反を理由に電波停止を命じる可能性に言及した[31][32]。安倍晋三首相は2月15日の衆議院予算委員会で野党の批判に反論し、高市の発言を擁護した[33]。政府の姿勢をどう思うかとの問いに対し、2016年の毎日新聞社のアンケートで「問題とは思わない」と回答[25]。

- 国会議員の被選挙権年齢の引き下げについて、2022年の毎日新聞社のアンケートで「反対」と回答[26]。

- 受動喫煙防止を目的に飲食店などの建物内を原則禁煙とする健康増進法改正に反対。2016年の参院選に先駆けて行われた受動喫煙防止についての公開アンケートにおいて、レストランやバーを含む一般市民が出入りする場所は、2020年までに「罰則なしの分煙とするべきである」と回答している[34]。

- 「消費税0％の検討」を掲げた『国民を守るための「真水100兆円」令和2年度第2次補正予算に向けた提言』に賛同している[35]。

## 人物・不祥事

### 統一教会との関係
- 2015年2月14日、統一教会（現・世界平和統一家庭連合）の関連団体は「日韓トンネル推進山口県民会議」の設立大会をニューメディアプラザ山口で開催。江島は同大会に出席し、挨拶した[36]。

- 2018年8月2日から5日にかけて、統一教会の関連団体の天宙平和連合（UPF）主催の「中南米サミット2018」がブラジルのサンパウロで開催[37]。韓鶴子総裁も参加した同イベントに、江島、原田義昭、穴見陽一、田畑毅ら4人の国会議員が出席した[38]。

- 2019年6月6日、統一教会の関連団体「日韓トンネル研究会」は通常総会を東京都千代田区のアルカディア市ヶ谷で開催。江島は同会合に出席し、「日韓トンネルの実現には技術的・財政的・政治的な3つのハードルがありますが、私も永田町から政界として解決すべき課題にしっかりと取り組むことをお誓い申し上げます」と述べた[39]。

- 2019年10月5日、天宙平和連合は、国際会議「ジャパンサミット＆リーダーシップカンファレンス」をホテルナゴヤキャッスルで開催[40][41][42]。韓鶴子総裁は基調講演を行い、「この無知なる人類を真の父母の子どもたちにする教育が必要」「私と一つとなって天の父母様を中心とした地上天国天上天国を作っていきましょう」と述べた。講演を終えた韓鶴子に江島は花束を贈呈した[40][43][44]。

- 2019年10月、統一教会の関連団体が都内で開いた「平和大使と地方議員の集い」に出席した[43]。

- 2020年7月20日、統一教会系の「世界日報」に江島のインタビューが掲載された[45]。

- 2021年6月11日、天宙平和連合が創設した世界平和国会議員連合の日本の議員連盟「日本・世界平和議員連合懇談会」の総会が衆議院第一議員会館で開催された[46]。同議連は前年に設立された団体で、江島は幹事に就任し、原田義昭が会長に就任した[47][48]。

- 2022年6月13日、「日本・世界平和議員連合懇談会」の総会が開催。江島は前年に続いて幹事に選出された。総会では顧問である国際勝共連合会長の梶栗正義が講演をし、統一教会の関連団体「平和政策研究所（IPP）」が発行する「政策情報レポート」が配られた。総会資料のアンケート用紙には、梶栗が会長を務める統一教会の関連団体「世界平和連合」[49]に関する記述があり、「次期参議院選挙の地方区で、世界平和連合の応援を希望する議員がおられればお書き下さい」と書かれてあった[50]。

- 2022年8月初め、JNNはすべての国会議員を対象に、統一教会との関わりについてのアンケート調査を実施。しかし江島はアンケートに答えることを拒否した。8月17日、前述のサンパウロのイベント参加が明らかとされ、TBSが江島の事務所に改めて確認すると、事務所は「本人は国内出張中で連絡が取れない」と答えた[38]。

- 2022年7月から8月にかけて、共同通信社は、全国会議員712人を対象に、統一教会との関わりを尋ねるアンケートを実施。8月31日に各議員の回答の全文を公表した。岸田文雄首相は8月8日の自民党臨時役員会で、統一教会をめぐり「政治家の責任で関係をそれぞれ点検し、適正に見直してもらいたい」と述べ、党所属国会議員全員に通達するよう指示[51]しながらも、自身はアンケートに答えることを拒否した[注 1]。江島もアンケートに答えることを拒否した[56][57]。

- 2022年10月25日、江島は、数年前に「世界平和連合」が持ち込んだ政策賛同文書に署名をしたことを、共同通信の取材に明らかにした[58][59]。

### 政治資金パーティー収入の裏金問題
2024年1月9日、江島は新年の記者会見で、党5派閥の政治資金パーティーをめぐる裏金問題について、「政治不信を招いてしまったことは遺憾で残念に思う。派閥の一員が逮捕されたことは私も強く申し訳ないと思う」と述べ、そのうえで、自身の東京の事務所で会計責任者を務める秘書が東京地検特捜部の任意の事情聴取を受けたことを明らかにした。1月19日、記者会見で「2022年までの5年間に派閥から280万円の還流があった」と明らかにし、「会計は秘書に任せていた。（報道に出るまで）還流があったことを知らなかった」と釈明した。
同年5月14日、衆議院政治倫理審査会は、裏金事件に関与しながら同審査会で弁明していない自民党議員44人に出席と説明を求める野党の申立てを全会一致で可決した。同月17日、参議院政治倫理審査会も同様に、弁明していない議員29人に出席と説明を求める申立てを全会一致で可決した。江島を含む関係議員73人は全員出席を拒否し、6月23日に通常国会は閉会した。

### その他
- 市長時代に、安倍晋三の関連企業が市の大型公共事業を受注。官製談合疑惑が浮上して裁判になった[65][66][67]。
- しんぶん赤旗は、江島が代表を務める自民党山口県参院選挙区第一支部が清和政策研究会（自民党細田派）から、2013年に計100万円の寄付を受けていながら、収支報告書に記載していないと主張した。江島の事務所は2016年4月に収支報告書を訂正している[68]。
- 本籍は山口県下関市で[1]、住所は同市椋野町1丁目[69][70]、山口市小郡御幸町[71]。

## 家族・親族
江島家
- 祖父・鐡雄[72][73]（1889年 - 1935年、工学博士、家主、下関市会議員） - 山口県下関市貴船町に居住した[72][73]。
- 父・淳[72]（1927年 - 1987年、参議院議員、大蔵政務次官[74]）
- 妹[3]
- 妻 - 妻は妹の友達であった[3]。

親戚
- 大叔父・江藤智（工学博士、参議院議員、運輸大臣）

## 所属団体・議員連盟
- パチンコ・チェーンストア協会（政治分野アドバイザー[75]）
- 日韓トンネル研究会（顧問）[76]

## 支援団体
- 全国たばこ販売政治連盟（2022年参院選組織推薦候補者）[77]

## 論文
- CiNii収録論文 国立情報学研究所

## 選挙歴
| 当落 | 選挙                     | 執行日         | 年齢 | 選挙区        | 政党       | 得票数     | 得票率 | 定数 | 得票順位 /候補者数 | 政党内比例順位 /政党当選者数 |
| ---- | ------------------------ | -------------- | ---- | ------------- | ---------- | ---------- | ------ | ---- | ------------------ | ---------------------------- |
| 落   | 1991年旧下関市長選挙     | 1991年4月21日  | 34   | ーー          | 無所属     | ーー票     | ーー   | 1    | /                  | /                            |
| 落   | 第40回衆議院議員総選挙   | 1993年07月18日 | 36   | 旧山口県第1区 | 日本新党   | 4万8119票  | 11.9%  | 4    | 5/8                | /                            |
| 当   | 1995年旧下関市長選挙     | 1995年4月23日  | 38   | ーー          | 無所属     | ーー票     | ーー   | 1    | 1/                 | /                            |
| 当   | 1999年旧下関市長選挙     | 1999年4月25日  | 42   | ーー          | 無所属     | ーー票     | ーー   | 1    | 1/                 | /                            |
| 当   | 2003年旧下関市長選挙     | 2003年4月27日  | 46   | ーー          | 無所属     | ーー票     | ーー   | 1    | 1/                 | /                            |
| 当   | 2005年下関市長選挙       | 2005年3月27日  | 47   | ーー          | 無所属     | 4万5938票  | 39.51% | 1    | 1/                 | /                            |
| 当   | 第22回参議院議員補欠選挙 | 2013年4月28日  | 56   | 山口県選挙区  | 自由民主党 | 28万7604票 | 63.43% | 1    | 1/4                | /                            |
| 当   | 第24回参議院議員通常選挙 | 2016年07月10日 | 59   | 山口県選挙区  | 自由民主党 | 39万4907票 | 64.05% | 1    | 1/3                | /                            |
| 当   | 第26回参議院議員通常選挙 | 2022年07月10日 | 65   | 山口県選挙区  | 自由民主党 | 32万7153票 | 62.97% | 1    | 1/7                | /                            |